# Bumper Robinson
Bumper Robinson, nome vero di Larry C. Robinson II (Cleveland, 19 giugno 1974), è un attore e doppiatore statunitense.

## Biografia
Larry C. Robinson II nasce a Cleveland in Ohio il 19 giugno 1974.
Inizia a recitare fin dal 1983.
Ai suoi primi film fu usato già il suo nome d'arte: Bumper Robinson.
Fratello dell'attore Marc Robinson.

## Filmografia parziale

### Attore
- Sabrina, vita da strega (Sabrina, the Teenage Witch) - serie TV, 11 episodi (1997-2003)

### Doppiatore
- Mignolo e Prof - serie TV, 1 episodio (1998)
- Koda, fratello orso (2003)
- Avengers Assemble - serie TV, 104 episodi (2013-2018)
- The Owl House - Aspirante strega - serie TV (2020-in corso)

## Doppiatori italiani
Nelle versioni in italiano delle opere in cui ha recitato, Bumper Robinson è stato doppiato da:
- Fabrizio Vidale in Sabrina, vita da strega
- Carlo Scipioni in CSI: NY

Da doppiatore è stato sostituito da:
- Pino Ammendola in Koda, fratello orso (Scoiattolo #1)
- Luigi Morville in Koda, fratello orso (Scoiattolo #2)
- Marco Pagani in Jak 3
- Marco Balzarotti in X-Men Le origini: Wolverine
- Luigi Rosa in Resistance 3
- Francesco Venditti in Avengers Assemble
- Massimo Bitossi in The Owl House - Aspirante strega
- Oliviero Corbetta in Redfall
- Gianni Gaude in Suicide Squad: Kill the Justice League